# 斯尼日基夫
49°47′36″N 35°30′28″E / 49.79333°N 35.50778°E
斯尼日基夫（羅馬化：Snizhkiv）是位於烏克蘭東部的村莊，由哈爾科夫州博霍杜希夫區的瓦爾基市鎮負責管轄。該村始建於1737年，面積40.1平方公里，海拔高度198米，2001年人口1,594，人口密度每平方公里39.7人。